# Diether Krebs
Diether Krebs (Essen, 11 de agosto de 1947-Hamburgo, 4 de enero de 2000) fue un actor, cabaretero y cómico alemán.

## Vida y carrera profesional

### Juventud y primeros éxitos
Diether Krebs creció como hijo del comerciante Herbert Krebs y su esposa Ingeborg, de soltera Kenter, en el barrio sureste de Essen, donde sus padres regentaban una tienda de material de oficina y papelería en la calle Kurfürstenstraße, frente a la torre de agua de Steeler Berg, que el abuelo de Krebs, Friedrich Heinrich Kenter, había fundado en 1925. [La familia materna era originaria de Bösingfeld (distrito de Lippe) Durante sus años escolares en el Humboldt-Gymnasium de Essen, Krebs adquirió su primera experiencia teatral y perteneció a un grupo de teatro aficionado. Se formó como actor en la Folkwang-Hochschule de Essen-Werden. En 1970 obtuvo su primer contrato en el Stadttheater Oberhausen. Le siguieron pequeños papeles en películas. El más notable fue su aparición en Zoff (1971), junto a actores más conocidos posteriormente, como Jürgen Prochnow y Claus Theo Gärtner.
Krebs llamó la atención a partir de 1973 en la serie de televisión de Wolfgang Menge Ein Herz und eine Seele (Un corazón y un alma) por su papel del descarado yerno "Sozi" "Michael Graf" de "Alfred Tetzlaff" (Heinz Schubert). Su novia de entonces, Hildegard Krekel, interpretó a su esposa y le llevó a este papel. Debido a desacuerdos con la productora WDR, abandonó la serie junto con la esposa de Ekel-Alfred, Elisabeth Wiedemann, en 1974, tras lo cual se canceló la producción de la segunda temporada de la serie tras sólo cuatro programas posteriores debido a los bajos índices de audiencia.
En los años siguientes, Krebs apareció en pantalla en numerosos papeles, tanto en series ligeras de entretenimiento como en sofisticados dramas televisivos: en 1975, Peter Zadek le dio un papel junto a Heinz Bennent, Hannelore Hoger y Hermann Lause en Eiszeit; en 1980, interpretó un papel protagonista junto a Eberhard Feik en Die Judenbuche, basada en la historia de Annette von Droste-Hülshoff.

### El actor de thrillers

Serie de televisión en la que participó como estrella invitada

En 1978, el actor se pasó al drama policíaco: durante ocho años (1978 a 1986), interpretó al siempre gruñón detective jefe "Dieter Herle" junto a Werner Kreindl y Bernd Herzsprung en la serie SOKO 5113. Su aparición como detective en Tatort en 1979 se limitó a un episodio; Diether Krebs sólo interpretó una vez al investigador Nagel en el episodio Alles umsonst, dirigido por Hartmut Griesmayr. Sin embargo, se le vio con frecuencia como estrella invitada en Tatort, y más tarde también en Polizeiruf 110 y Der Alte.

### El cómico y cabaretero
Krebs tuvo más éxito como artista de cabaret y cómico: en 1981, formó parte del reparto habitual del programa diurno de Rudi con Rudi Carrell junto a Beatrice Richter y Klaus Havenstein. La sátira sobre el Tagesschau, con muchas alusiones políticas, causó polémica en varias ocasiones. Krebs también abandonó esta serie por desavenencias con la cadena productora. Alcanzó el estatus de culto con la serie cómica Sketchup, producida de 1984 a 1986. Al principio con Beatrice Richter, y más tarde con Iris Berben como compañera, el actor impresionó como cómico versátil al cambiar de papeles y vestuario. Sketchup también fue muy popular en el extranjero, por ejemplo en Bélgica, donde en 1990 estrenó su programa de sketches Voll daneben - Gags mit Diether Krebs. Krebs cimentó su reputación como cómico con series como Knastmusik (1989, con Rolf Zacher y otros) y Lauter nette Nachbarn (1990, con Diana Körner y otros).

### El actor, cantante y presentador
En los años siguientes, Diether Krebs se movió casi sin problemas entre la comedia y la calidad: en 1986, hizo un cameo como el peluquero "Hubsi" en la exitosa película en varias partes Kir Royal, de Helmut Dietl. En 1992, asumió un papel en la sátira de cine de catástrofes Moebius, de Matti Geschonneck. Entremedias, interpretó el papel secundario del camionero de larga distancia "Harry" en la comedia de Peter Timm Go Trabi Go (1991). Ese mismo año, irrumpió en las listas de éxitos alemanas como cantante: en el papel del ingenuo eco-friki Martin, con un jersey de renos de punto hecho en casa y el pelo desgreñado, se convirtió en una figura de culto durante algún tiempo y siguió encarnando a este personaje en representaciones teatrales. Junto con Gundula, alcanzó el tercer puesto en el hit parade alemán en 1991 con Ich bin der Martin, ne (Martin, mi amor), mientras que la continuación Santamarghuaritanobiledimontepulciano - Du kleines Fischerdorf aún alcanzó el puesto 23. Krebs también actuó como presentador y condujo la Gala de Nochevieja de la MDR desde 1996 y, junto con Tom Pauls, presentó el "Goldene Henne", el premio de los medios de comunicación de las revistas Superillu y Super TV, también en la MDR, en 1999.

### Años difíciles y regreso
Los últimos años de la vida de Krebs se caracterizaron por el declive de su éxito y una grave enfermedad. Su programa de RTL R.O.S.T. - Die Diether-Krebs-Show (1993, con Hugo Egon Balder y otros), en el que interpretaba tres papeles simultáneamente, fue cancelado tras 13 episodios. La serie cómica de Sat.1 Der Dicke und der Belgier, con el cómico belga Carry Goossens, también se canceló en 1998 debido a los bajos índices de audiencia. Por aquel entonces, el actor ya estaba gravemente enfermo y tuvo que someterse a una operación de pulmón. Durante este tiempo, Krebs desarrolló un nuevo personaje escénico: "Herr Krups" (en unión personal con "Mutti Hildegard Krebs": "Ich bin alt und trotzdem geil"), un gracioso filisteo con sombrero de Pepita, gafas de montura de cuerno y dientes torcidos. Krebs inició una gira con este programa desde Berlín en 1998, durante la cual también interpretó su propia versión del himno Ruhrpott al currywurst. Él mismo escribió la letra; la música de la canción, que hizo famosa Herbert Grönemeyer, procedía del antiguo presentador del Club WWF, Jürgen Triebel.

### El último papel
En 1999, Krebs interpretó su último papel en la comedia de acción de Ruhrpott Bang Boom Bang - Ein todsicheres Ding. En el papel del malvado transportista Werner Kampmann, volvió a hacer gala de sus dotes cómicas bajo la dirección de Peter Thorwarth. Tres años antes, en 1996, ya había aparecido en un cortometraje de 15 minutos titulado Was nicht passt, wird passend gemacht, del mismo director, cuando aún era estudiante en la Universidad de Televisión y Cine de Múnich. Krebs también iba a interpretar al contratista de obras Willi Wiesenkamp en la versión de distribución larga del mismo título, Was nicht passt, wird passend gemacht. Sin embargo, falleció ocho meses antes de que comenzara el rodaje. En honor a Krebs, se le puede ver en un montaje fotográfico junto a su "sustituto" Dietmar Bär, que interpreta a su hijo cinematográfico Werner.

### Muerte y tumba

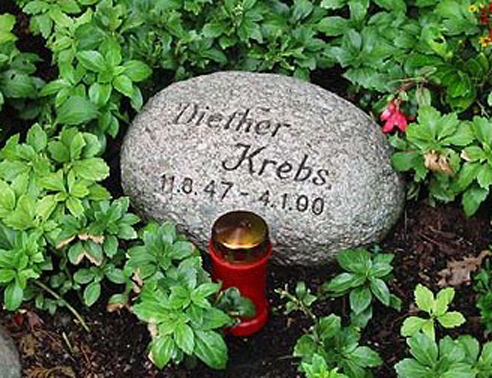
Lápida de Diether Krebs en el cementerio Ostfriedhof de Essen

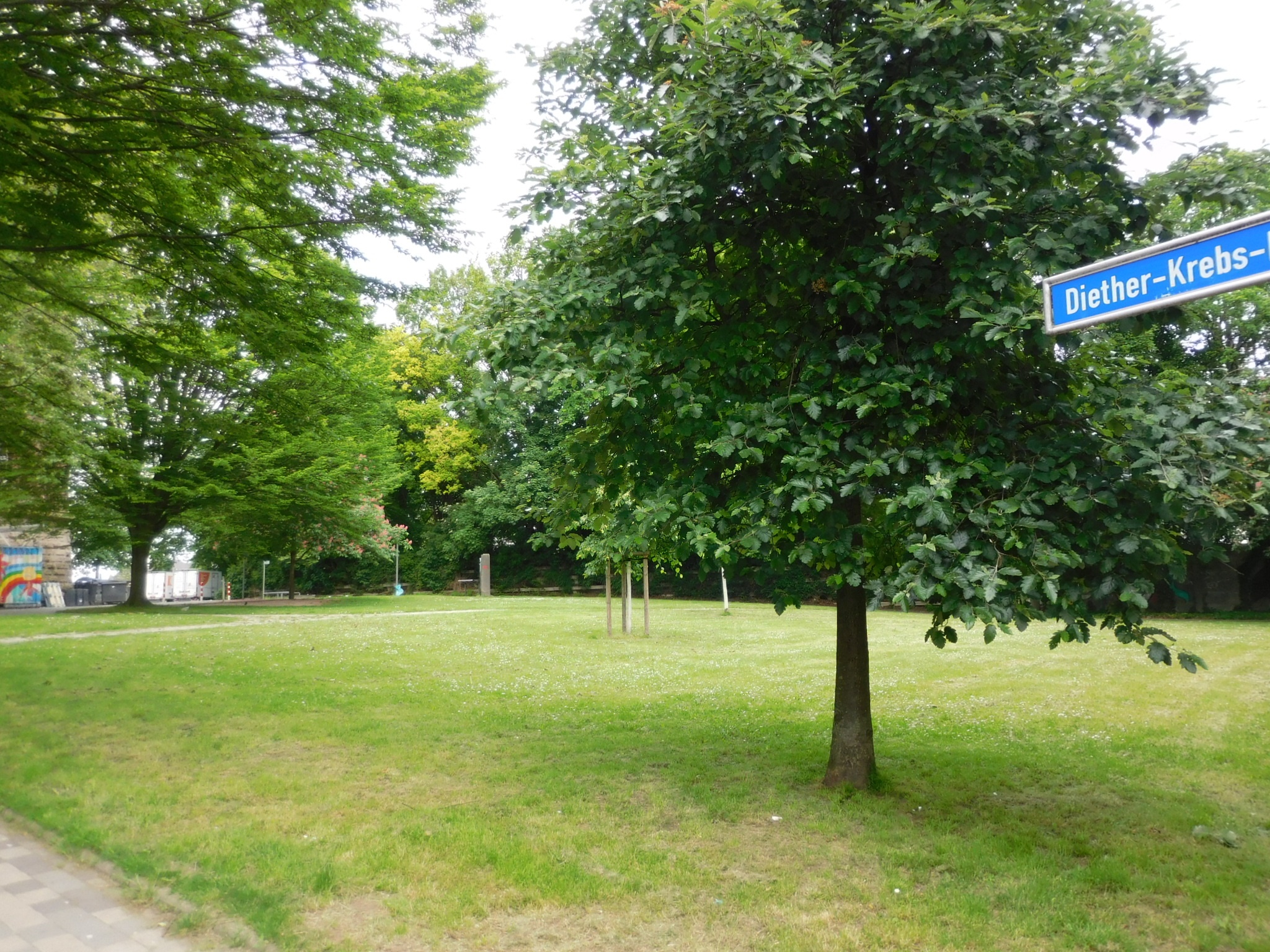
Diether-Krebs-Platz en el barrio sureste de Essen

Diether Krebs, que fue un fumador empedernido durante toda su vida, falleció el 4 de enero de 2000 a la edad de 52 años como consecuencia de un cáncer de pulmón Tres días antes de su muerte, seguía en escena Los dos últimos deseos de Diether Krebs se cumplieron: Fue enterrado en el Cementerio del Este de Essen, en las inmediaciones de sus padres - con una lápida inusual. En la cabecera de la tumba hay un guijarro del tamaño de una mano con las fechas de su vida.

### Familia
Diether Krebs estaba casado desde 1979 con Walburga Bettina Freifrau von Leoprechting-Krebs (* 28 de noviembre de 1947 en Eutin; † 6 de abril de 2006 en Hamburgo), que también murió de cáncer de pulmón Como su esposa trabajaba como traductora cualificada en el Teatro Thalia, la familia vivía en Hamburgo desde 1985. Sus dos hijos Moritz (nacido el 28 de septiembre de 1979, director y productor de televisión) y Till (nacido el 1 de octubre de 1985) trabajaron como cámaras en el reportaje Diether mit 'h' Krebs sobre su padre (emitido por primera vez en la WDR el 3 de agosto de 2007)Su padrino fue el abogado de Essen, político del SPD y ministro de Justicia y Finanzas de Renania del Norte-Westfalia Diether Posser.

### Recuerdo
En memoria del actor y cabaretero, que creció en las inmediaciones, la ciudad de Essen rebautizó en 2011 con el nombre de "Diether-Krebs-Platz"el parque situado junto a la histórica torre de agua de Steeler Berg, en el distrito sureste de Essen.